# Paolo Camossi
Paolo Camossi (né le 6 janvier 1974 à Gorizia) est un athlète italien spécialiste du triple saut, champion du monde en salle en 2001 à Lisbonne.

## Carrière
Paolo Camossi se révèle durant la saison 1997 en remportant la finale des Jeux méditerranéens de Bari avec la marque de 16,63 m. En 2000, il se classe troisième des Championnats d'Europe en salle de Gand avec 17,05 m, puis améliore son record personnel en plein air au mois de juin en réalisant 17,45 m lors du meeting de Milan. Cette marque constitue la deuxième performance italienne de tous les temps derrière les 17,60 m de Fabrizio Donato. 
Huitième des Jeux olympiques de Sydney, Paolo Camossi remporte son premier succès international majeur en début de saison 2001 en s'imposant lors des Championnats du monde en salle de Lisbonne. L'Italien y établit un nouveau record national en salle avec 17,32 m, devançant de six centimètres le Britannique Jonathan Edwards.
Après avoir mis fin à sa carrière sportive, il devient entraîneur : il coache notamment Marcell Jacobs, champion olympique du 100 m en 2021. Ce dernier met fin à leur collaboration à la fin de la saison 2023.

## Palmarès
| Date | Compétition                    | Lieu            | Place | Marque  |
| ---- | ------------------------------ | --------------- | ----- | ------- |
| 1993 | Championnats d'Europe juniors  | Saint-Sébastien | 1er   | 16,41 m |
| 1997 | Jeux méditerranéens            | Bari            | 1er   | 16,63 m |
| 1999 | Championnats du monde          | Séville         | 5e    | 17,29 m |
| 2000 | Championnats d'Europe en salle | Gand            | 3e    | 17,05 m |
| 2000 | Jeux olympiques                | Sydney          | 8e    | 16,96 m |
| 2001 | Championnats du monde en salle | Lisbonne        | 1er   | 17,32 m |
| 2001 | Championnats du monde          | Edmonton        | 11e   | 16,18 m |

## Records personnels
- Triple saut : 17,45 m en plein air (07/06/2000) et 17,32 m en salle (09/03/2001)
- Saut en longueur : 8,16 m en plein air (07/06/1998) et 7,70 m en salle (30/01/1999)